# Patxi Eli
 (mars 2025).
Motif : Sources nationales, secondaires, centrées sur deux ans nécessaires
- Archive Wikiwix
- Bing
- Cairn
- DuckDuckGo
- E. Universalis
- Gallica
- Google
- G. Books
- G. News
- G. Scholar
- Persée
- Qwant
- (zh) Baidu
- (ru) Yandex
- (wd) trouver des œuvres sur Wikidata

| 1. | Préciser le motif de la pose du bandeau. | Précisez le motif de la pose du bandeau en utilisant la syntaxe suivante : {{admissibilité à vérifier\|date=avril 2025\|motif=remplacez ce texte par le motif}}                |
| 2. | Informer les utilisateurs concernés.     | Pensez à avertir le créateur de l'article, par exemple, en insérant le code ci-dessous sur sa page de discussion : {{subst:avertissement admissibilité à vérifier\|Patxi Eli}} |

 (mars 2025).
Patxi Eli est un chanteur et auteur-compositeur français né dans le Pays basque.
Il s’est fait connaître en participant à l’émission The Voice en 2024 et à Audition secrète en 2018. Il évolue dans un style folk/indie, s’inspirant d’artistes comme Matt Corby et Tash Sultana.

## Carrière
Passionné de sport, une opération du cœur met en suspens sa carrière sportive ainsi que ses études et l'amène à se réfugier dans la musique.
En 2018, Patxi Eli participe à Audition secrète sur M6. Lors de son audition, il interprète One de U2. Son passage lui permet de continuer l’aventure et d’accéder à la seconde étape, où il interprète Les Mots bleus de Christophe en piano-voix,. En finale, il interprète Creep de Radiohead sur la scène mythique de l’Élysée-Montmartre. Cependant, il ne remporte pas l’émission, ce qui suscite de nombreuses réactions sur les réseaux sociaux.
En 2024, Patxi Eli participe à la saison 13 de The Voice sur TF1. Lors de son audition à l’aveugle , il interprète Sex on Fire de King's of Leon, et rejoint l’équipe de Vianney. Malgré une performance saluée par tous sur Casting de Christophe Maé, il quitte l’aventure lors des battles.
Patxi Eli se produit à plusieurs reprises durant l'été 2024, entre autres Aux Instants Musicaux du Connecteur Biarritz[réf. nécessaire]
Il a souvent été confondu avec Patxi Garat.

## Discographie
- Démons (premier single)[2]
- Everything Will Be Alright (version live acoustique)